# Borgfelde
Borgfelde, Hamburg-Borgfelde – dzielnica miasta Hamburg w Niemczech, w okręgu administracyjnym Hamburg-Mitte.  
1 kwietnia 1937 na mocy ustawy o Wielkim Hamburgu włączony w granice miasta.